# Xiaomi YU7
Xiaomi YU7 — це електричний кросовер, розроблений китайською компанією Xiaomi Auto, дочірня компанія китайської компанії споживчої електроніки Xiaomi. 
9 грудня 2024 року Xiaomi показала зовнішні зображення YU7 із передбачуваним офіційним терміном запуску в середині 2025 року.

## Опис
У середині 2024 року було помічено, як дослідники YU7 проходили тестування, і в мережі з’явилися різні шпигунські знімки. 
9 грудня 2024 року Xiaomi показала зовнішні зображення YU7 із передбачуваним офіційним терміном запуску в середині 2025 року; Крім того, деякі специфікації та зображення автомобіля були оприлюднені через публічні омологаційні документи китайському MIIT.  Представники Xiaomi заявили, що компанія омологувала автомобіль на кілька місяців раніше, ніж це було необхідно, щоб керувати транспортним засобом без камуфляжу, що дозволило краще перевірити характеристики NVH, ефективність трансмісії та запас ходу, а також загальну довговічність. 
YU7 виготовлятиметься на заводі Xiaomi F2 EV в Ічжуані, Пекін,  будівництво якого почалося в серпні 2024 року та має бути завершено до липня 2025 року.
28 березня 2025 року компанія Xiaomi оголосила, що китайська вимова YU7 — «小米御7», де «御» («yù») означає «наземна колісниця, що їде на вітрі».
Після публікації зображень інтер'єру напередодні, Xiaomi дебютувала з YU7 на заході, присвяченому запуску продукту, ввечері 22 травня 2025 року, а запуск очікується у липні 2025 року.

## Технічні характеристики
YU7 оснащений на вибір заднім приводом або двома повнопривідними силовими агрегатами з двома двигунами. 
Стандартна версія YU7 має один задній двигун потужністю 235 кВт (320 к.с.), тоді як Pro має додатковий передній двигун потужністю 130 кВт (177 к.с.), що в цілому дає 365 кВт (496 к.с.).
Обидва двигуни живляться від акумуляторної батареї LFP  ємністю 96,3 кВт⋅год, наданої FinDreams.  
Споряджена маса становить 2315 кілограмів для стандартної версії або 2425 кілограмів для моделей Pro, а максимальна швидкість обох становить 240 кілометрів на годину. 
Потужніша версія Max складається з двигуна потужністю 220 кВт (299 к.с.), що приводить у рух передні колеса, та двигуна потужністю 288 кВт (392 к.с.), що приводить у рух задні колеса, що в загальній складності становить 508 кВт (691 к.с.) у конфігурації, подібній до Xiaomi SU7 Max. 
Живлення забезпечується акумуляторною батареєю NMC ємністю 101,7  кВт⋅год від CATL. 
Споряджена маса автомобіля становить 2405 кілограмів, а максимальна швидкість – 253 кілометри на годину. 